# Christer Kierkegaard
Sören Christer Douglas  Kierkegaard, född 17 juli 1918 i Lillkyrka församling, Närke, död 24 december 1999 i Råsunda församling, Solna, var svensk sjömilitär. Han var bror till Peder Kierkegaard.
Kierkegaard utexaminerades från Kungliga Sjökrigsskolan 1939 och tjänstgjorde under andra världskriget som flygspanare vid Roslagens flygflottilj (F 2), Östgöta flygflottilj (F 3) och Södermanlands flygflottilj (F 11). Tidvis var han stationerad på flygplanskryssaren HMS Gotland och han företog också två resor till Milano för att medverka i transporten till Sverige av de i Italien inköpta Caproni-bombarna.
1945–1946 studerade han på Kungliga Sjökrigshögskolan och 1946–1947 var han fartygschef på HMS Ulvön. Därefter tjänstgjorde han som lärare på Sjökrigshögskolan och 1957–1958 fick han förmånen att som första svensk på 1900-talet studera vid Naval War College. Efter hemkomsten placerades han som avdelningschef vid Försvarsstaben. År 1963 blev Kierkegaard chef för Första jagarflottiljen.
Under åren 1970–1977 var Christer Kierkegaard chef för Kustflottan. Efter tiden i Kustflottan var han, fram till sin pension, chef för Ostkustens örlogsbas. Han lämnade den aktiva tjänsten 1983 med konteramirals grad.
Kierkegaard invaldes som ledamot av Örlogsmannasällskapet 1956 och av Krigsvetenskapsakademien 1968.

## Utmärkelser
- Riddare av Svärdsorden, 1957.[5]
- Kommendör av Svärdsorden, 11 november 1966.[6]
- Kommendör av första klass av Svärdsorden, 6 juni 1969.[7]